# Tokyo Reverse
Tokyo Reverse is een Frans experimenteel televisieprogramma uit 2014. Het slow TV-programma van 9 uur en 10 minuten is gemaakt door het duo Sandl, bestaande uit Simon Bouisson (camera) en Ludovic Zuili (hoofdrolspeler). De eerste uitzending was in de nacht van 31 maart op 1 april 2014 op France 4. Tijdens de uitzending speelde de Luxemburgse pianist Francesco Tristano een improvisatie voor de soundtrack. De VPRO zond het programma uit in een ingekorte visie van 6 uur in de nacht van 23 op 24 augustus 2014 in het kader van TV Lab.

## Inhoud
Een man loopt achterstevoren door de straten van Tokyo. Doordat de film achterstevoren wordt afgespeeld lijkt het of de man vooruitloopt terwijl de andere mensen achteruitlopen. Op bevreemde wijze geeft het een beeld van de stad en haar inwoners.

## Voorbereiding
De hoofdrolspeler volgde danslessen om te leren op een zo natuurlijk mogelijke wijze achteruit te lopen. 